# Индиго кристал
Индиго кристал је српски криминалистички филм из 2023. године режисера и сценаристе Луке Михаиловића. Премијерно је приказан 7. марта 2023. у МТС дворани у Београду, док је приказивање у биоскопима започело 9. марта исте године.

## Радња
Прича филма прати четири дана Вука, тридесетогодишњег повратника из затвора, који гоњен самоубиством најбољег друга, покушава да спасе његовог млађег брата на вече годишњице самоубиства.

## Улоге
| Глумац                    | Улога            |
| ------------------------- | ---------------- |
| Миодраг Радоњић           | Вук              |
| Нина Јанковић             | Маја             |
| Денис Мурић               | Зизи             |
| Павле Менсур              | Снифи            |
| Милош Петровић Тројпец    | Гоџи             |
| Милош Ђуровић             | Маре             |
| Матеја Поповић            | Тошке            |
| Реља Деспотовић           | Неми             |
| Ђорђе Бибић               | Тајсон           |
| Горица Поповић            | Бака Стамена     |
| Милан Чучиловић           | Инспектор        |
| Драгомир Мршић            | Инспектор Куриџа |
| Синиша Максимовић         | Инспектор        |
| Милан Пеливановић         | Пајгла           |
| Димитрије Лацку Спировски |                  |
| Ива Јовановић             |                  |
| Анита Огњановић           |                  |
| Исидора Јанковић          |                  |